# Abisara gerontes
Abisara gerontes, ou Judy de fachas escuras, é uma borboleta da família Riodinidae. Ela pode ser encontrada em Serra Leoa, Libéria, Costa do Marfim, Gana, Nigéria, Camarões, Gabão, República do Congo e a República Democrática do Congo. O seu habitat natural localiza-se em florestas tropicais húmidas e florestas de terras baixas em terreno montanhoso.

## Subespécies
- Abisara gerontes gerontes (Serra Leoa, Libéria, Costa do Marfim, Gana, Nigéria: sul, rio Cruz, oeste dos Camarões)
- Abisara gerontes gabunica Riley, 1932 (sul dos Camarões, Gabão, Congo, República Democrática do Congo)